# Cadolzburger Altar
Der Cadolzburger Altar des gleichnamigen Meisters wurde zwischen 1425 und 1430 gefertigt. Der Mittelteil und zwei Seitentafeln des Triptychons befinden sich im Jagdschloss Grunewald, zwei weitere zugehörige Seitenteile mit den Heiligen Urban und Sigismund sind in Cadolzburg verbrannt.

## Auftraggeber, Entstehung und Geschichte
Als sich der erste Kurfürst von Brandenburg Friedrich I. 1426 auf die 20 km westlich von Nürnberg gelegene Hohenzollernburg Cadolzburg zurückzog, beauftragte er ein Altarbild für die der heiligen Cäcilia gewidmete Pfarrkirche von Cadolzburg (St. Cäcilia (Cadolzburg))
Erstmals wurde der Altar 1606 erwähnt. Bei der Restaurierung 1662 wurde das Altarbild übermalt. 1750 kam der Altar bei Abbruch und Neubau der Kirche ins Pfarrhaus. 1854 wurde er in der Zehntscheune in Cadolzburg wiederentdeckt und von Julius von Minutoli im Rahmen seiner Studien zur Geschichte der Hohenzollern und Brandenburgs veröffentlicht. 1873 wurde der Altar dem damaligen Kronprinzen Friedrich III. wegen seines dringenden Wunsches und seines Interesses an den Abbildungen der Stifterfiguren von der Pfarrkirche Cadolzburg geschenkt. Er wurde in den Jahren 1902 und 1931 restauriert. Zunächst befand er sich anschließend im Arbeitszimmer des Kronprinzen im Kronprinzenpalais Unter den Linden. Anschließend kam er ins Hohenzollernmuseum Schloss Monbijou und nach dem Ersten Weltkrieg ins Berliner Schloss.

## Das Motiv
Abgebildet sind eine Kreuzigungsszene mit Maria und dem heiligen Johannes sowie die frühchristlichen Märtyrer Cäcilia und Valerianus nebst dem Stifterpaar Friedrich und Elisabeth von Bayern-Landshut, die in den Bildecken des Mittelteils in Betstühlen knien.
Auf den äußeren Altarflügeln ist eine Verkündigungsszene in Grisailletechnik dargestellt.

## Die Darstellung
Die heilige Cäcilia ist links mit dem Palmwedel der Märtyrer und rechts ihr Bräutigam Valerias in kurfürstlichem Ornat und Reichsschwert in der Hand dargestellt, das hier auch auf seinen Märtyrertod hinweist. Maria ist auf der linken, also auf der heraldisch höherwertigen rechten Seite, zusammen mit Friedrich I. und der goldenen Sonne dargestellt, wohingegen der heilige Johannes, Elisabeth und die Abbildung des Mondes sich auf der rechten Bildhälfte befinden.
Der Maler lässt kaum Abweichungen von dem streng symmetrischen Bildaufbau zu. Die Hinwendung von Kopf und Körper Christi nach links zu Maria im sogenannten weichen Stil werden durch den nach rechts überhängenden Zipfel des Lendentuchs ausgeglichen.
Kurfürst Friedrich von Brandenburg und seine Gemahlin Elisabeth, deren Hauptresidenz die Cadolzburg war, können anhand der Entstehungszeit des Altars und der an den Betstühlen angebrachten Wappen von Zollern und Bayern eindeutig identifiziert werden. Das Wappen des roten brandenburgischen Adlers hatte Friedrich erst 1417 auf dem Konzil zu Konstanz durch die Belehnung mit dem Kurfürstentum Brandenburg erhalten, erst danach entstand der Altar.
Ungewöhnlich ist die spitze Giebelform der Nürnberger Malerei, wie sie auch noch beim Deokarus-Altar von 1436/37 aus St. Lorenz in Nürnberg zu sehen ist, der eine weitere Datierungshilfe gibt.

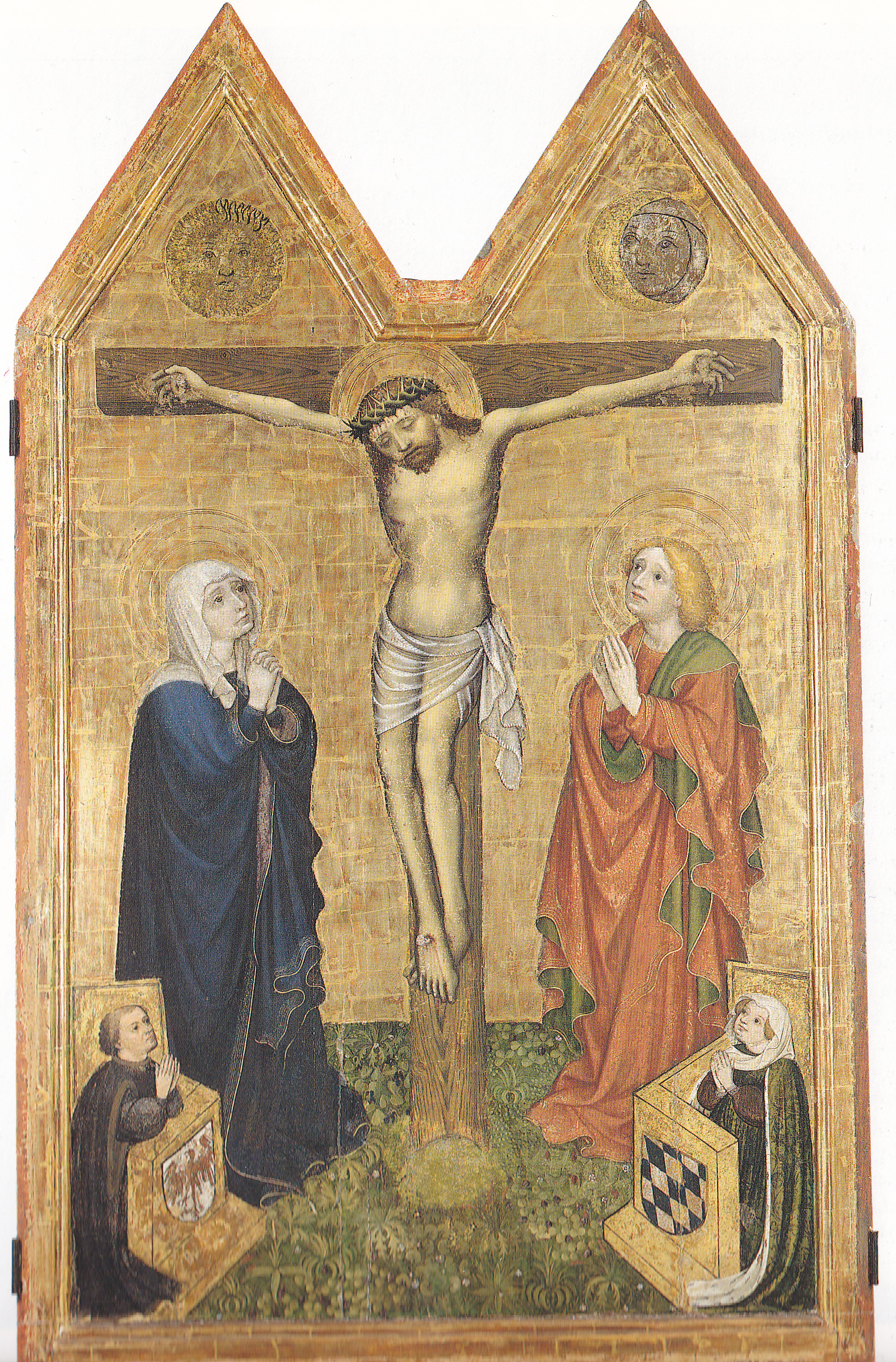
Mittelteil mit den Stiftern
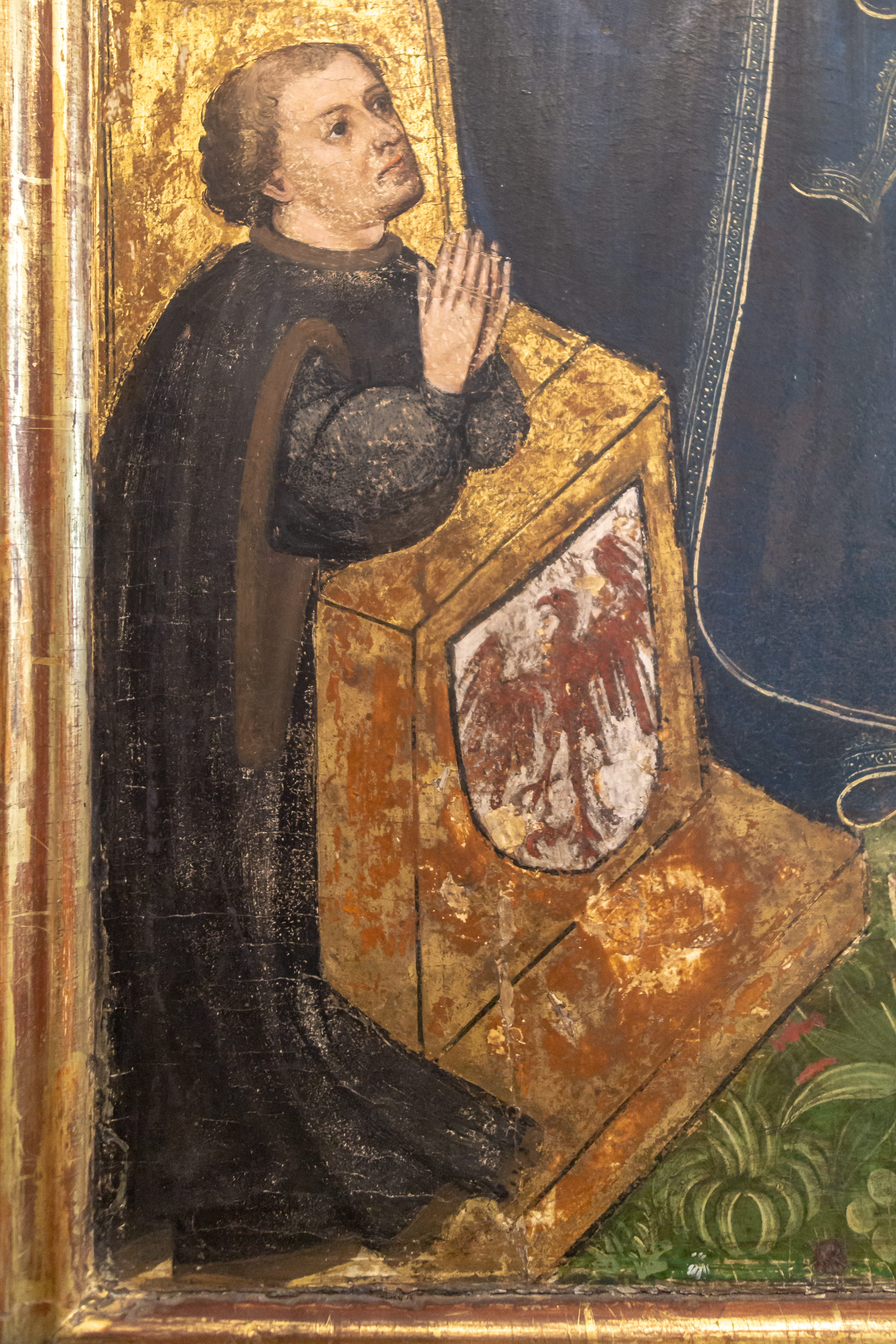
Friedrich von Brandenburg
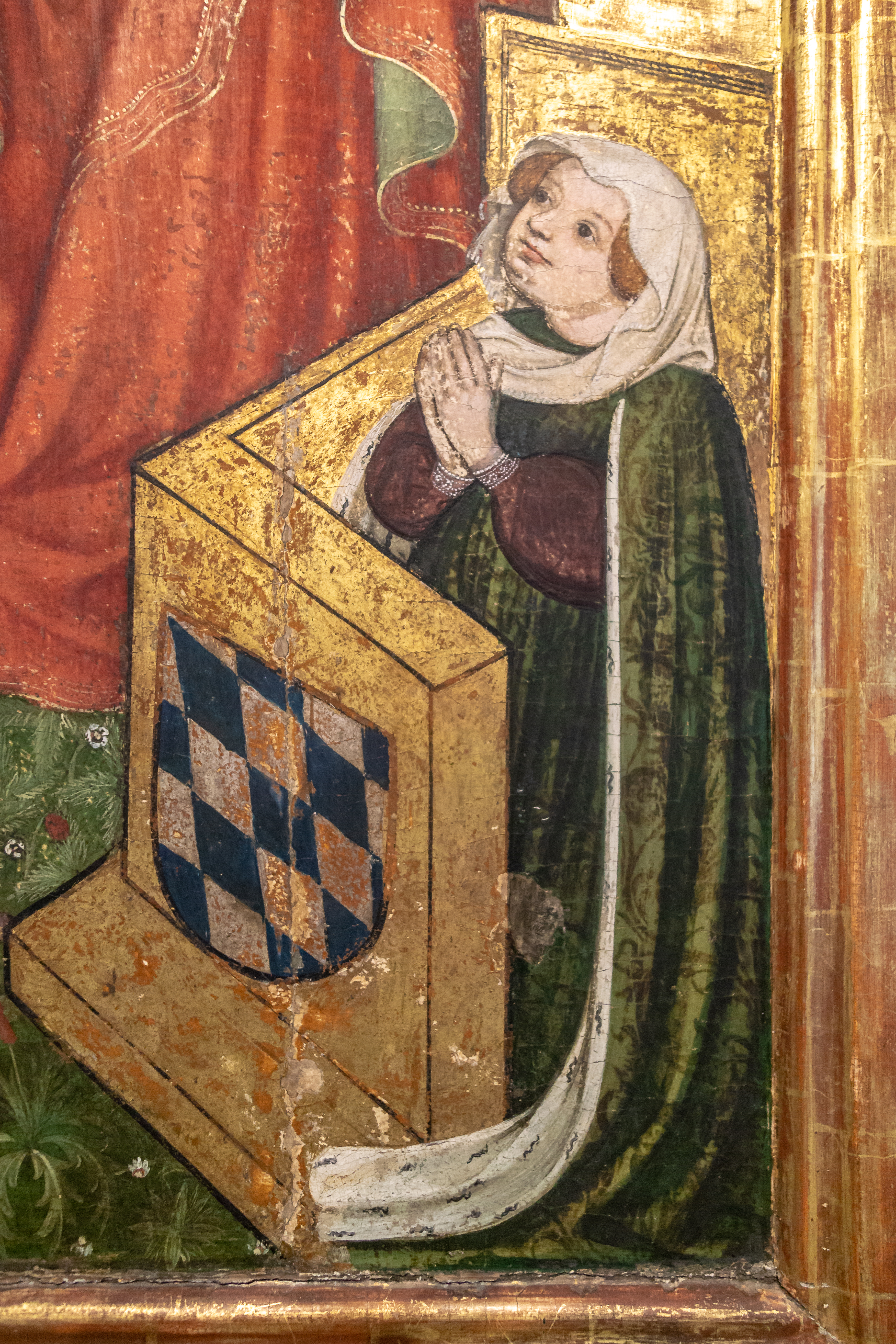
Elisabeth von Bayern